# Survivor Series 2010
Survivor Series 2010 è stata la ventiquattresima edizione dell'omonimo evento in pay-per-view prodotto annualmente dalla WWE. L'evento si è svolto il 21 novembre 2010 all'AmericanAirlines Arena di Miami.

## Storyline
Il 24 ottobre, a Bragging Rights, Wade Barrett ha sconfitto il WWE Champion Randy Orton per squalifica a causa dell'intervento di John Cena, il quale ha colpito il suo leader nel Nexus, facendogli sì vincere il match ma non il titolo. Nella puntata di Raw del 25 ottobre il General Manager anonimo ha quindi sancito un rematch tra Orton e Barrett con in palio il WWE Championship per Survivor Series; con lo stesso Barrett che ha poi scelto Cena come arbitro speciale dell'incontro, aggiungendo anche due stipulazioni: se Cena lo favorirà nella vittoria del titolo, questi sarà libero di uscire dal Nexus, ma se sarà Orton a vincere, Cena verrà licenziato dalla WWE.
Nella puntata di SmackDown del 29 ottobre Edge ha vinto un Triple Threat match contro Alberto del Rio e Rey Mysterio, diventando così il sfidante del World Heavyweight Champion Kane. Un match titolato tra Kane e Edge è stato poi annunciato per Survivor Series.
Nella puntata di SmackDown del 27 agosto il debuttante Alberto Del Rio ha brutalmente attaccato Rey Mysterio, infortunandolo con la Cross Armbreaker (kayfabe). Nella puntata di SmackDown dell'8 ottobre Mysterio ha fatto il suo ritorno, infliggendo a Del Rio la sua prima sconfitta. A Bragging Rights, nonostante entrambi facessero parte del Team SmackDown, Del Rio ha volontariamente colpito Mysterio durante il match contro il Team Raw. Un 5-on-5 Traditional Survivor Series Elimination match tra il team capitanato da Mysterio, che includeva anche Big Show, Chris Masters, Kofi Kingston e Montel Vontavious Porter, contro il team capitanato da Del Rio, che includeva anche Cody Rhodes, Drew McIntyre, Jack Swagger e Tyler Reks, è stato poi sancito per Survivor Series.
A Bragging Rights, Layla ha difeso con successo il Divas Championship contro Natalya grazie all'aiuto di Michelle McCool (anche lei detentrice del titolo). Un Handicap match con in palio il titolo tra Layla e la McCool contro la sola Natalya è stato poi annunciato per Survivor Series.
Nella puntata di Raw del 25 ottobre John Morrison ha salvato Santino Marella dall'attacco di Sheamus, aiutandolo poi a sconfiggere quest'ultimo. Successivamente, dopo continue interferenze tra i due, è stato sancito un match tra Morrison e Sheamus per Survivor Series.
Nella puntata di Raw del 15 novembre Ted DiBiase Jr. ha brutalmente attaccato lo United States Champion Daniel Bryan, sfidandolo poi ad un incontro per il titolo. Un match tra i due con in palio lo United States Championship è stato dunque annunciato per Survivor Series.
Nella puntata di Raw del 15 novembre Santino Marella e Vladimir Kozlov hanno sconfitto gli Usos (Jey Uso e Jimmy Uso), diventando così gli sfidanti al WWE Tag Team Champions, il Nexus (Heath Slater e Justin Gabriel). Un match per il WWE Tag Team Championship tra il Nexus contro Marella e Kozlov è stato poi annunciato per Survivor Series.
Nella puntata di SmackDown del 19 novembre Kaval, vincitore della seconda stagione di NXT, ha sconfitto l'Intercontinental Champion Dolph Ziggler in un incontro non titolato. In seguito, dopo che Kaval aveva sfidato Ziggler per il titolo, è stato sancito un match tra i due con in palio l'Intercontinental Championship per Survivor Series.

## Risultati
| #       | Incontri | Stipulazioni                                                             | Durata |
| ------- | --- | ------------------------------------------------------------------------ | ------ |
| Kickoff | R-Truth (con Eve Torres) ha sconfitto Zack Ryder | Single match                                                             | —      |
| 1       | Daniel Bryan (c) ha sconfitto Ted DiBiase Jr. (con Maryse) per sottomissione                                                                                           | Single match per il WWE United States Championship                       | 09:58  |
| 2       | John Morrison ha sconfitto Sheamus | Single match                                                             | 11:11  |
| 3       | Dolph Ziggler (c) (con Vickie Guerrero) ha sconfitto Kaval | Single match per il WWE Intercontinental Championship                    | 09:32  |
| 4       | Big Show, Chris Masters, Kofi Kingston, Montel Vontavious Porter e Rey Mysterio hanno sconfitto Alberto Del Rio, Cody Rhodes, Drew McIntyre, Jack Swagger e Tyler Reks | Five-on-five traditional survivor series elimination match               | 18:12  |
| 5       | Natalya ha sconfitto Layla e Michelle McCool (c) | Two-on-one handicap match per il WWE Divas Championship                  | 03:38  |
| 6       | Kane (c) vs. Edge è terminato in no contest | Single match per il World Heavyweight Championship                       | 12:50  |
| 7       | Heath Slater e Justin Gabriel (c) hanno sconfitto Santino Marella e Vladimir Kozlov                                                                                    | Tag team match per il WWE Tag Team Championship                          | 05:11  |
| 8       | Randy Orton (c) ha sconfitto Wade Barrett | Single match per il WWE Championship con John Cena come arbitro speciale | 15:10  |

Survivor series elimination match
| N° eliminazione | Wrestler                                | Eliminato da                            | Tempo                                   |                                         |
| --------------- | --------------------------------------- | --------------------------------------- | --------------------------------------- | --------------------------------------- |
| 1°              | Montel Vontavious Porter                | Drew McIntyre                           | 05:36                                   |                                         |
| 2°              | Chris Masters                           | Alberto Del Rio                         | 06:44                                   |                                         |
| 3°              | Alberto Del Rio                         | -                                       | 09:53                                   |                                         |
| 4°              | Cody Rhodes                             | Big Show                                | 10:57                                   |                                         |
| 5°              | Tyler Reks                              | Kofi Kingston                           | 15:08                                   |                                         |
| 6°              | Kofi Kingston                           | Jack Swagger                            | 15:55                                   |                                         |
| 7°              | Jack Swagger                            | Rey Mysterio                            | 17:35                                   |                                         |
| 8°              | Drew McIntyre                           | Big Show                                | 18:12                                   |                                         |
| Sopravvissuti:  | Big Show e Rey Mysterio (Team Mysterio) | Big Show e Rey Mysterio (Team Mysterio) | Big Show e Rey Mysterio (Team Mysterio) | Big Show e Rey Mysterio (Team Mysterio) |